# Parning

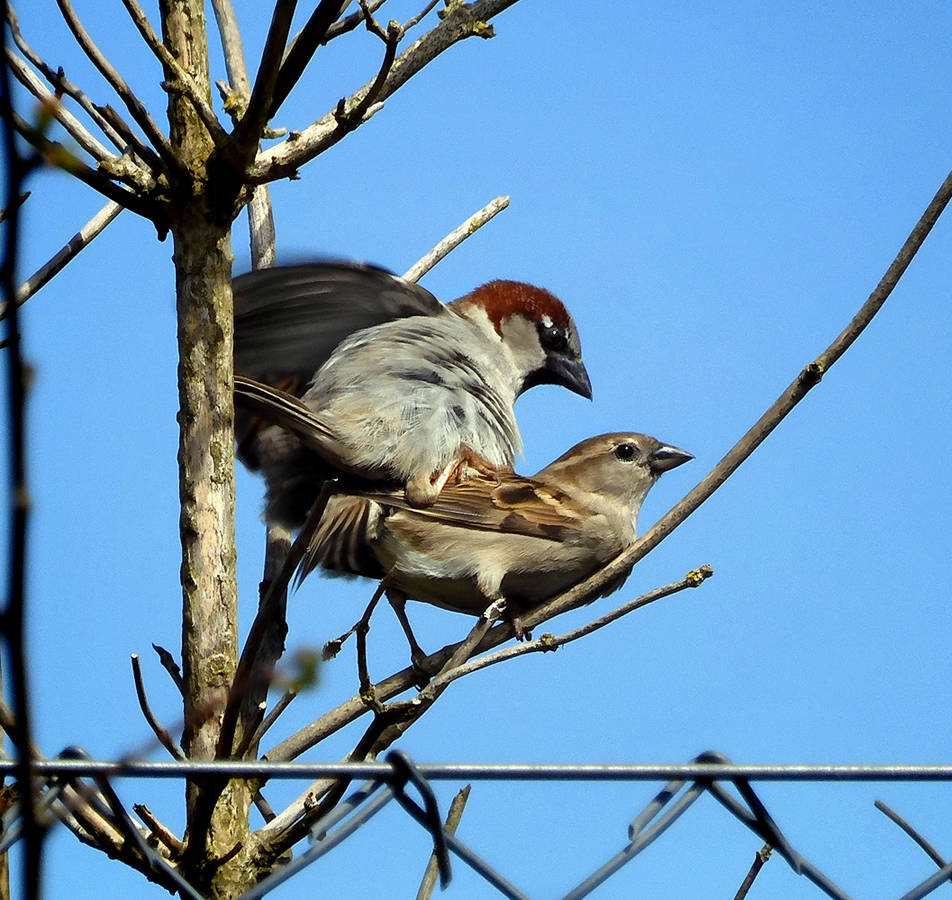
Gråsparvar parar sig.

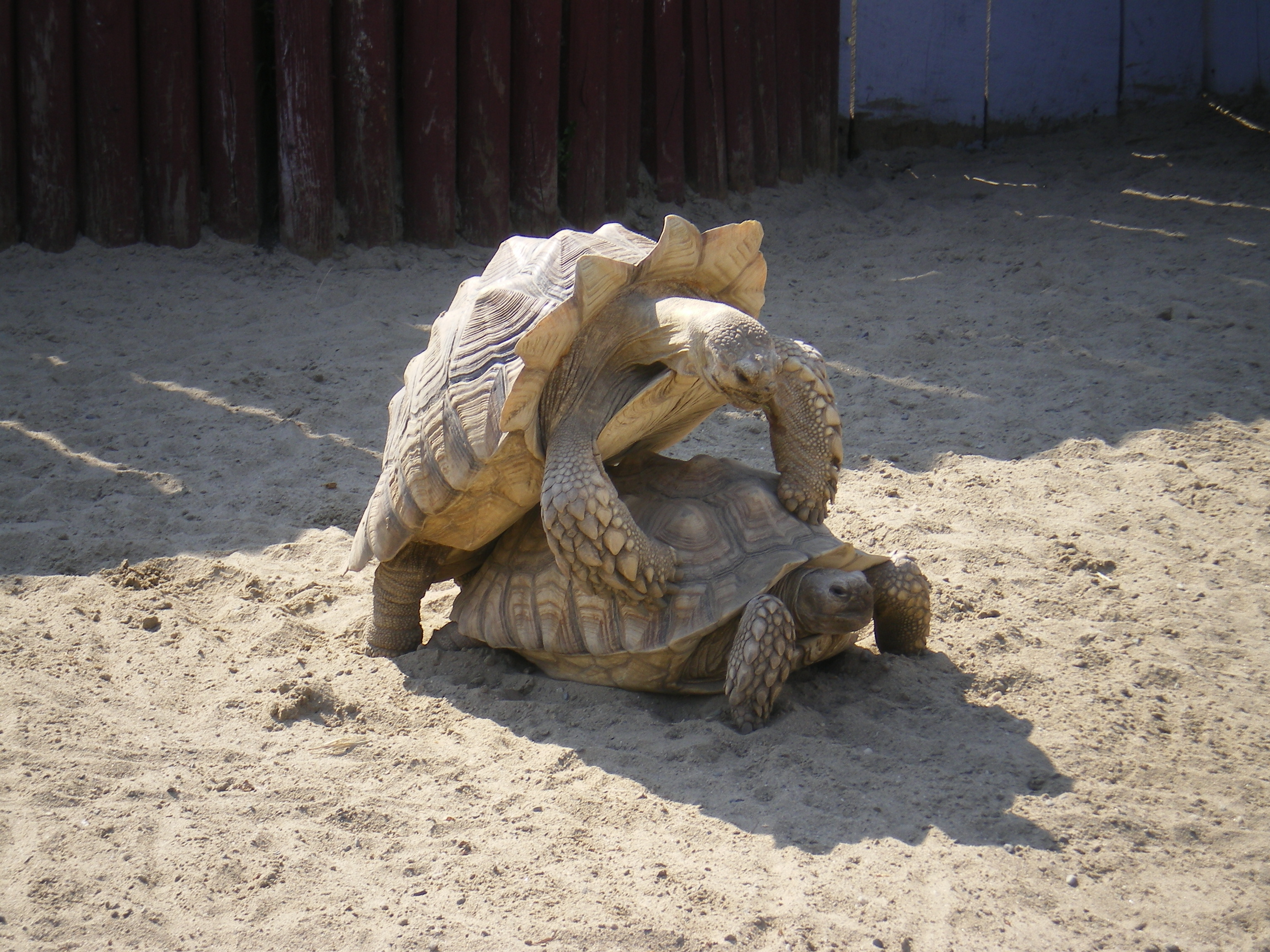
Två sköldpaddor som parar sig

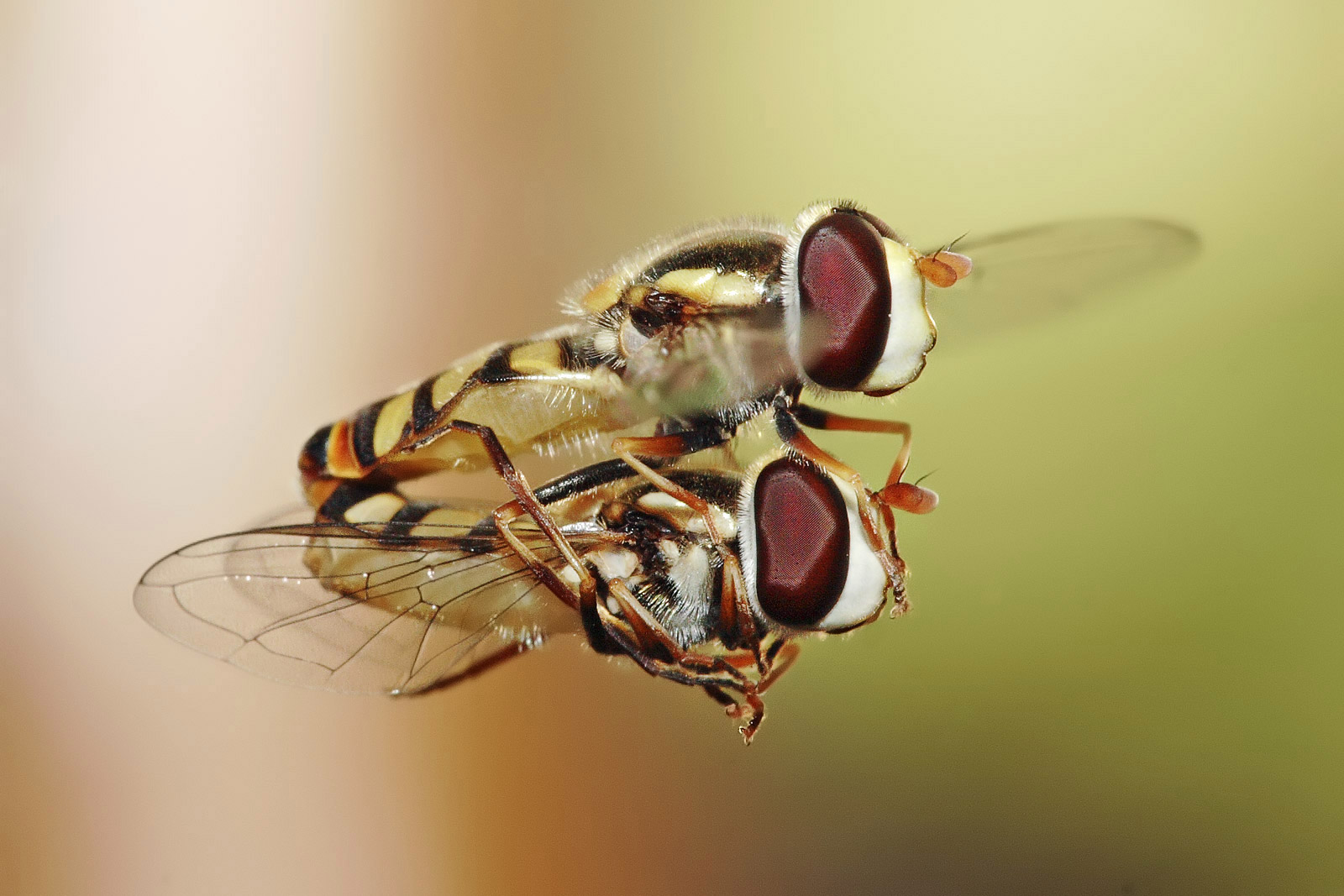
Två flugor parar sig under flygning.

Parning är ett begrepp som främst används om djurens sexuella reproduktionsmekanismer.
Vid parning sker en kroppslig förening mellan två individer av olika kön, varvid hannens sädesvätska förs in i honans könsorgan (eller mellan två hermafroditiska individer, t. ex. daggmaskar, genom byte av sädesvätska). Ordet kopulation används ibland i betydelsen parning, men kan även innebära sammansmältning av två könsceller, det vill säga befruktning. Hos större husdjur talar man om betäckning, hos människor om samlag eller coitus.
Många djur saknar särskilda parningsorgan och avger könscellerna utan egentlig parning, t. ex. i vattnet. Vissa fiskar har dock bukfenorna omvandlade till parningsorgan. Hos många ryggradslösa djur, t. ex. bläckfiskar och spindlar, använder hannarna ombildade extremiteter vid parningen, hos andra förekommer liksom hos däggdjuren speciella parningsorgan, som kallas penis hos hannen och slida (vagina) hos honan. Hos insekter kan parningsorganen också hos mycket närstående arter ha mycket olika byggnad, vilket förhindrar att bastarder uppstår.

## Parningsbeteende
Hos många ryggradsdjur föregås parningen av parbildning, som hos en del är ett arrangemang för livet, hos andra tillfällig. Det finns också polygama arter, där hannen parar sig med mer än en hona – hos exempelvis många sälar och antiloper, bildar hannarnagrupper med flera honor – eller där honan parar sig med mer än en hanne. Kurtis, parningslekar och spel har stor betydelse för att parningen ska komma till stånd. De synkroniserar beteendet så att båda djuren samtidigt når den nödvändiga parningsberedskapen. De utgörs av instinkthandlingar, som är mycket specifika för varje art. Hos t. ex. många fågelarter exponerar hannen under invecklade danser den parningsdräkt han har under parningstiden. Honan har som regel ett mera oansenligt yttre för att lättare undgå upptäckt när hon ruvar äggen. Ju mer komplext beteendet före parningen är, desto mindre är risken för att skilda arter kommer att paras. Parningslekar, spel och revirstrider bidrar också till att de mest aggressiva hannarna får störst möjligheter att para sig, vilket gynnar artens livskraft och fortbestånd.[källa behövs]

## Parningens reglering

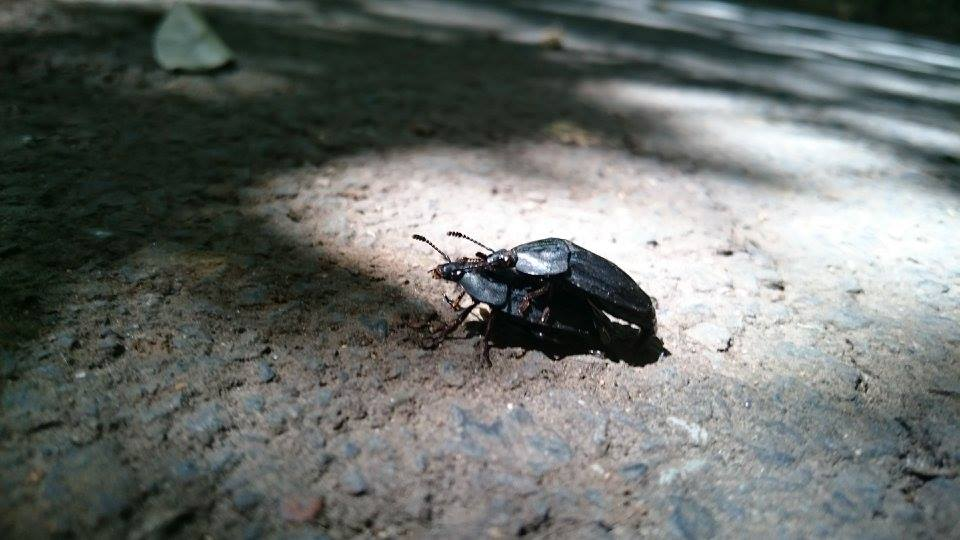
Två skalbaggar som parar sig i en park i Tokyo

Parningen styrs hos ryggradsdjuren via nervsystemet av hormoner från könskörtlarna och hypofysen. Hos människan är dessutom den psykiska aktiviteten i storhjärnan inkopplad. Hos vilda djur sker parningen som regel bara under bestämda perioder av året, så att ungarna kommer till världen när de yttre förhållandena är gynnsammast, i vårt klimat vanligen på våren eller försommaren.